# Juan Diego Flórez
Juan Diego Flórez (Lima, 13 de gener de 1973) és un tenor peruà, considerat pels especialistes el millor tenor lleuger del moment.
Va néixer el 1973 a Lima, Perú, on va iniciar els seus estudis musicals al Conservatori Nacional de Música que prosseguí després a l'Institut Curtis de Filadèlfia. El 1996 va debutar oficialment amb Matilde di Shabran, de Rossini, en el festival Rossini d'Òpera de Pesaro (Itàlia) i va ser considerat de seguida com una autèntica revelació, convertint-se avui en dia en un dels millors tenors del món i sens dubte el millor representant de la vocalitat belcantista. Les seves capacitats sorprenents per aquest repertori el converteixen en un dels baluards de l'obra de Bellini, Donizetti, i per descomptat, de Rossini, els tres pilars fonamentals d'un estil que va molts més enllà de la pura i simple pirotècnia vocal.
Ha col·leccionat èxits en tots els principals teatres del món com La Scala de Milà, el Metropolitan Opera House de Nova York, el Covent Garden de Londres, Staatsoper de Viena, l'Òpera de París, el Festival de Salzburg, l'Òpera de Zurich, el Teatro Real de Madrid, el Liceu de Barcelona, l'Òpera de San Francisco, l'Òpera de Roma, entre molts d'altres.
Ha estat dirigit pels més prestigiosos directors d'orquestra del moment, com ara Riccardo Muti, James Levine, Riccardo Chailly, Christophe Rousset, Antonio Pappano, Gianluigi Gelmetti, Carlo Rizzi, Danielie Gatti, Sir Neville Marriner, John Eliot Gardiner, Roberto Abbado, Jesús López Cobos i Alberto Zedda, entre molts d'altres.
La temporada 2015-2016 debuta en el personatge d'Edgardo de Lucia Di Lammermoor en Liceu de Barcelona
Ha rebut el Premi Abbiati, el Rossini d'Or, el Premi Aureliano Pertile, el Premi Francesco Tamagno, el Premi Opera Award. Totes les seves gravacions han rebut diversos premis internacionals. Perú l'ha condecorat amb la més alta distinció, l'Ordre del Sol en el grau de Gran Cruz.